# Scottish League Challenge Cup 1999/2000
Der Scottish League Challenge Cup wurde 1999/2000 zum 9. Mal ausgespielt. Der schottische Fußballwettbewerb, der offiziell als Bell’s Challenge Cup ausgetragen wurde, begann am 10. August 1999 und endete mit dem Finale am 21. November 1999 im Excelsior Stadium von Airdrie. Der als Titelverteidiger antretende FC Falkirk schied in der diesjährigen 1. Runde gegen den FC Stranraer aus dem Wettbewerb aus. Den Turniersieg konnte in diesem Jahr Alloa Athletic im Finale gegen Inverness Caledonian Thistle im Elfmeterschießen gewinnen. Am Wettbewerb nahmen die Vereine der Scottish Football League teil.

## 1. Runde
Ausgetragen wurden die Begegnungen am 10. August 1999.
|                       | Ergebnis        |                     |
| --------------------- | --------------- | ------------------- |
| Airdrieonians FC      | 2:1             | FC Dumbarton        |
| FC Arbroath           | 3:2             | FC East Fife        |
| Ayr United            | 0:1             | Raith Rovers        |
| Berwick Rangers       | 4:1             | Queen of the South  |
| Brechin City          | 0:1             | FC Queen’s Park     |
| FC Clyde              | 0:4             | Ross County         |
| FC Cowdenbeath        | 0:4             | Alloa Athletic      |
| Dunfermline Athletic  | 2:2 (?:? i. E.) | Greenock Morton     |
| FC East Stirlingshire | 1:2 n. V.       | FC Clydebank        |
| Inverness CT          | 1:0             | FC St. Mirren       |
| FC Montrose           | 1:3             | Hamilton Academical |
| Partick Thistle       | 0:2             | Albion Rovers       |
| Stirling Albion       | 2:2 (?:? i. E.) | FC Stenhousemuir    |
| FC Stranraer          | 2:2 (?:? i. E.) | Partick Thistle     |

## 2. Runde
Ausgetragen wurden die Begegnungen am 24. August 1999.
|                     | Ergebnis        |                 |
| ------------------- | --------------- | --------------- |
| Airdrieonians FC    | 1:2             | Alloa Athletic  |
| FC Clydebank        | 4:3             | Forfar Athletic |
| Hamilton Academical | 0:3             | Inverness CT    |
| FC Livingston       | 2:1 n. V.       | Berwick Rangers |
| FC Queen’s Park     | 3:1             | Albion Rovers   |
| Ross County         | 3:0             | Greenock Morton |
| Stirling Albion     | 1:1 (?:? i. E.) | FC Arbroath     |
| FC Stranraer        | 1:2             | Raith Rovers    |

## Viertelfinale
Ausgetragen wurden die Begegnungen am 14. September 1999.
|                 | Ergebnis  |                 |
| --------------- | --------- | --------------- |
| Inverness CT    | 2:0       | FC Clydebank    |
| FC Livingston   | 3:1       | Raith Rovers    |
| Ross County     | 1:2 n. V. | Alloa Athletic  |
| Stirling Albion | 4:0       | FC Queen’s Park |

## Halbfinale
Ausgetragen wurden die Begegnungen am 28. September 1999.
|                 | Ergebnis |                |
| --------------- | -------- | -------------- |
| Inverness CT    | 1:0      | FC Livingston  |
| Stirling Albion | 1:2      | Alloa Athletic |

## Finale
| Inverness Caledonian Thistle                                           | Inverness Caledonian Thistle | Alloa Athletic | Alloa Athletic |
| ---------------------------------------------------------------------- | --- | --- | -------------- |
| Inverness Caledonian Thistle                                           | \| Finale \| \| 21. November 1999 um 15:00 Uhr Ortszeit in Airdrie (Excelsior Stadium) \| \| Ergebnis: 4:4 n. V. (3:3, 1:2), 4:5 i. E. \| \| Zuschauer: 4.043 \| \| Schiedsrichter: Jim McCluskey \| \| Spielbericht \|                                         | \| Finale \| \| 21. November 1999 um 15:00 Uhr Ortszeit in Airdrie (Excelsior Stadium) \| \| Ergebnis: 4:4 n. V. (3:3, 1:2), 4:5 i. E. \| \| Zuschauer: 4.043 \| \| Schiedsrichter: Jim McCluskey \| \| Spielbericht \|         | Alloa Athletic |
| Inverness Caledonian Thistle                                           | Les Fridge – Ross Tokely, Richard Hastings, Stuart Golabek (72. Kevin Byers), Mike Teasdale, Mark McCulloch – Paul Sheerin, Barry Wilson, Charlie Christie – Dennis Wyness (106. Martin Glancy), Davide Xausa (104. Martin Bavidge) Cheftrainer: Steve Paterson | Mark Cairns – Craig Valentine, Paul McAneny, David Beaton – Jimmy Boyle, Derek Clark, Ian Little, Willie Irvine, Gary Clark (67. Max Christie), Mark Wilson (65. Gregor McKechnie) – Martin Cameron Cheftrainer: Terry Christie | Alloa Athletic |
| Inverness Caledonian Thistle                                           | 1:1 Barry Wilson (28.) 2:2 Paul Sheerin (46., Elfmeter) 3:3 Paul Sheerin (56.) 4:4 Paul Sheerin (112.) | 0:1 Gary Clark (19.) 1:2 Mark Wilson (33.) 2:3 Martin Cameron (47.) 3:4 Martin Cameron (104.) | Alloa Athletic |
| Inverness Caledonian Thistle                                           | Elfmeterschießen | | Alloa Athletic |
| Inverness Caledonian Thistle                                           | ? | ? | Alloa Athletic |
| Inverness Caledonian Thistle                                           | David Beaton, Ian Little | | Alloa Athletic |
| Finale                                                                 | | |                |
| 21. November 1999 um 15:00 Uhr Ortszeit in Airdrie (Excelsior Stadium) | | |                |
| Ergebnis: 4:4 n. V. (3:3, 1:2), 4:5 i. E.                              | | |                |
| Zuschauer: 4.043                                                       | | |                |
| Schiedsrichter: Jim McCluskey                                          | | |                |
| Spielbericht                                                           | | |                |